# آمبرتو زانولینی
آمبرتو زانولینی (انگلیسی: Umberto Zanolini; ۳۱ مارس ۱۸۸۷ – ۱۲ فوریهٔ ۱۹۷۳) ژیمناست هنری اهل ایتالیا بود.